# Фидлер, Фёдор Фёдорович
Фёдор Фёдорович Фидлер, немецкое имя Фридрих Людвиг Конрад Фидлер (нем. Friedrich Ludwig Konrad Fiedler, известный также как «Ф. Ф. Ф.» или «Ф³»; 4 [16] ноября 1859, Петербург — 24 февраля [9 марта] 1917, Петроград) — переводчик (в основном, русской поэзии на немецкий язык), педагог и собиратель частного «литературного музея», посвященного литераторам России и Германии, автор дневника — хроники жизни литераторов.

## Начало биографии
Родители — поволжские немцы, отец из Екатериненштадта Самарской губернии. Фридрих (Фёдор) родился в Петербурге, с детства владел русским языком и хорошо знал русскую литературу. Окончил петербургское реформатское училище, где увлёкся переводом русской поэзии на немецкий язык. В 1878 году отдельным изданием выпустил сборничек своих переводов. Учился на историко-филологическом факультете Петербургского университета (1879—1884), в это время началось его знакомство с русскими литераторами (В. М. Гаршиным, С. Я. Надсоном, Я. П. Полонским и другими).

## Переводчик

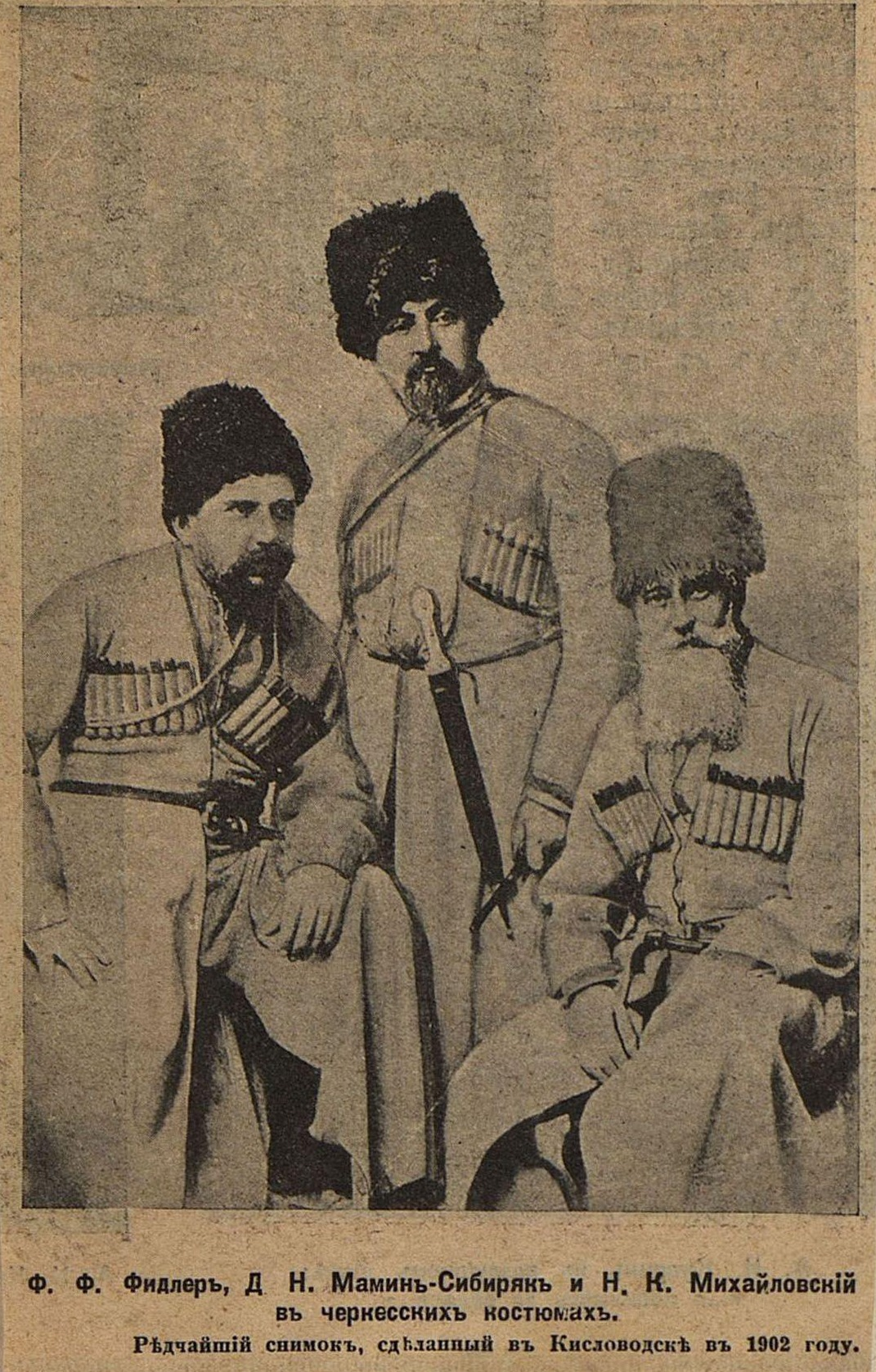
Кисловодск. Ф. Ф. Фидлер, Д. Н. Мамин-Сибиряк и Н. К. Михайловский в черкесских костюмах. 1902 г.

В университетский период Фидлер начал переводить на немецкий также пьесы (выступает как театральный критик) и прозаические произведения. Впоследствии, в 1890—1900 годы, в его переводах на немецкий вышли сборники практически всех классиков поэзии XIX в. (Лермонтова, А. К. Толстого, Пушкина, Некрасова, Тютчева), а также многих современников — личных знакомых Фидлера (Надсона, Фофанова, Майкова, Полонского, Фета и многих других, в том числе второстепенных). В 1889 году издал на немецком антологию «Русский Парнас» (58 авторов), а затем «Русские поэтессы» (1907, 20 поэтесс). Многое осталось неизданным (в частности, перевод русских былин) или несобранным (Фидлер постоянно публиковал свои переводы в немецкой газете «St. Peterburger Herold»).

## Педагог
С 1884 преподаватель немецкого языка в разных учебных заведениях Петербурга, работал до 1913 года, когда ушёл в отставку в чине статского советника. Среди его учеников были многие известные деятели культуры (впоследствии он упоминал об уже известном поэте Николае Гумилёве как о своём «ленивом ученике»).

## Общественная деятельность

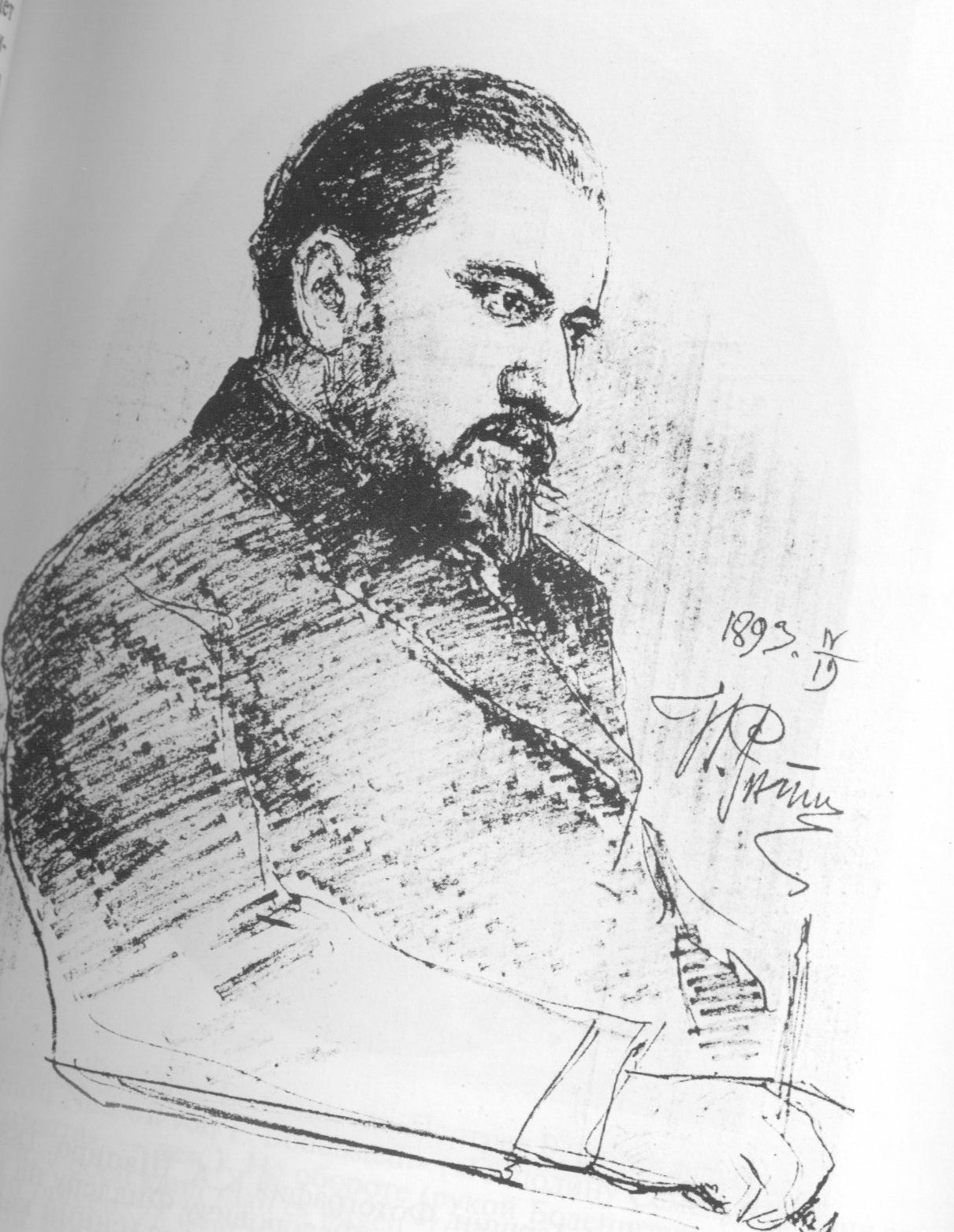
Фидлер на заседании Русского литературного общества 19 апреля 1893. Рисунок Ильи Репина

Фидлер был активнейшим участником литературной жизни Петербурга на протяжении 30 лет, одним из непременных членов кружка «Вечера Случевского», участвовал во всех литературных обществах Петербурга (многие возникли по его инициативе), юбилеях литературной деятельности и пр. Создатель литературного клуба «Товарищеские обеды»; неизменно каждый год много гостей-литераторов было на дне рождения Фидлера (4 ноября).
Для Фидлера как коллекционера и хроникёра литературной жизни, поклонника «писательства» как такового была характерна известная «всеядность» — среди его знакомых сотни литераторов самого разного уровня и направления, от классиков до явно третьестепенных фигур. Но в целом его вкусы были скорее «традиционно-народническими» — он сочувствовал «освободительному движению», почитал поэтов из народа (от Кольцова до Есенина) и с недоверием относился к различным проявлениям модернизма. К его ближайшему окружению принадлежали Дмитрий Мамин-Сибиряк и в меньшей степени Александр Куприн, а также многие ныне забытые беллетристы, такие, как Михаил Альбов и Казимир Баранцевич. Среди его немецких и австрийских знакомых и корреспондентов — Фридрих Боденштедт, Георг Брандес, Куно Фишер, Лу Саломе, Райнер Мария Рильке и другие.

## Музей Фидлера

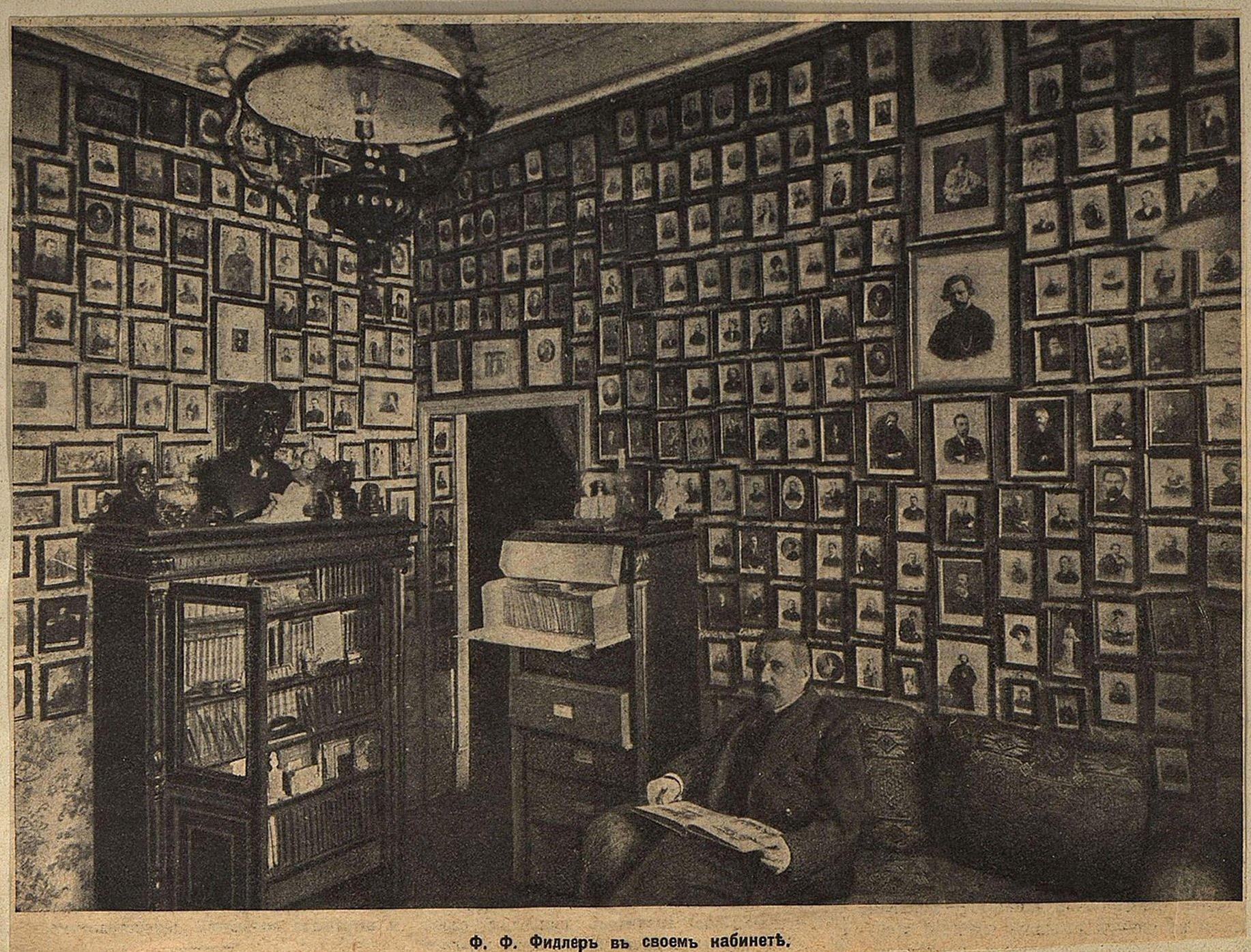
СПб. Фидлер Ф. Ф. в своём кабинете. Фото ок. 1910—1916 гг.

В историю русской культуры Фидлер вошёл как неутомимый и страстный собиратель всего, связанного с литературой, фактически основатель первого литературного музея в России, помещавшегося в его небольшой частной квартире. В его огромную коллекцию входили автографы большого количества русских и немецких литераторов (в том числе Гейне, Гоголя, Некрасова, Герцена), их фотографии, рисунки, газетные вырезки, редкие издания, различные реликвии, в том числе курьёзные (окурки, посуда, обломки крестов с писательских могил и т. п.), а также библиотека из подаренных Фидлеру авторами книг с автографами. Вся эта коллекция была собрана на заработок Фидлера как школьного учителя и никогда не спонсировалась ни предпринимателями, ни государством.
Знаменитыми в Петербурге рубежа веков стали «альбомы Фидлера», в которых хозяин при встрече просил всех знакомых литераторов оставить автограф (у него были специальные альбомы «для дома», «для гостей», «для юбилеев», «для поминок»); при неизбежной иронии, которую вызывала такая дотошность (возник даже специальный глагол «фидлереть» для сбора подобных альбомов), отношение к Фидлеру у петербургских литераторов было в целом доброжелательным. Многие авторы передавали в его «музей» свои творческие рукописи, письма или даже интимные дневники, завещали ему свой архив или издание произведений после своей смерти. О «музее» Фидлера при его жизни писали газеты и журналы, причём часто повторялось, что «никто из русских не любит так русскую литературу, как этот немец». Собранные им автобиографические анкеты литераторов Фидлер выпустил отдельным изданием («Первые литературные шаги»).

## Дневник
Особую ценность имеет дневник Ф. Ф. Фидлера, который он вёл около 30 лет (с 1888 до смерти) на немецком языке; общее название этих заметок — «Из мира литераторов». Это не личный дневник, а исключительно «хроника наблюдений» за знакомыми русскими и немецкими литераторами (всего более тысячи персоналий), сюда попадает прежде всего много «мелкого» писательского быта, вплоть до привычек, излюбленных выражений, подробностей личной жизни (часто весьма интимных), шуточных экспромтов и т. п. Пунктуальность и добросовестность записей Фидлера не подлежит сомнению. По материалам своих дневников он написал и опубликовал несколько мемуарных очерков.

## Последние годы. Судьба собрания

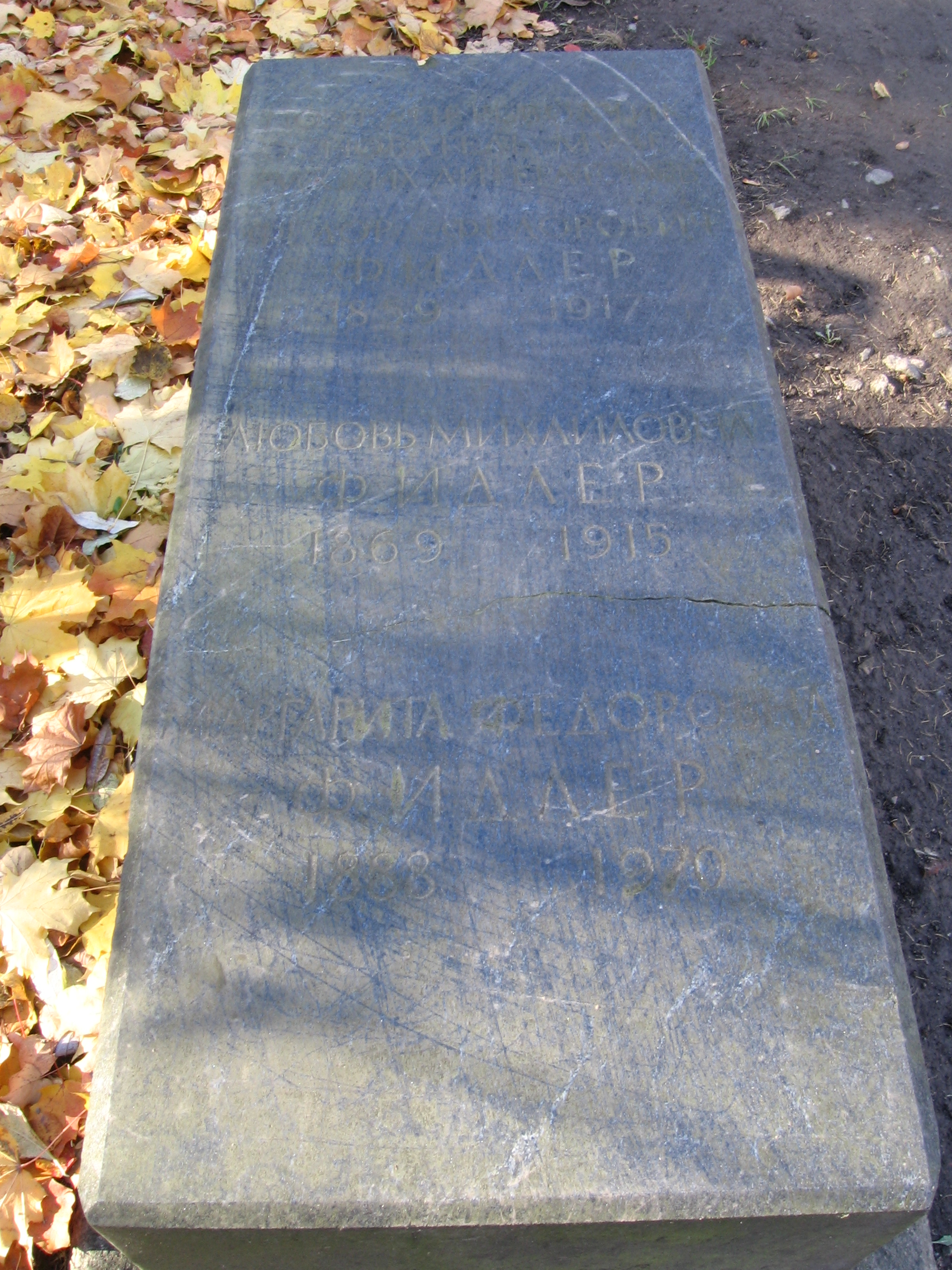
Надгробие Ф. Ф. Фидлера на Литераторских мостках

С начала Первой мировой войны издание немецкой газеты прекратилось, а некоторые литераторы отвернулись от Фидлера как немца (прошёл клеветнический слух о нём как о шпионе). В последние годы он продолжал пополнять коллекцию, однако из-за заботы о материальном положении дочери Маргариты изменил завещание, согласно которому коллекция должна была перейти в государственные собрания: теперь дочь имела право продать материалы музея. Фидлер умер накануне Февральской революции, 24 февраля (9 марта) 1917 года; был похоронен на Литераторских мостках Волковского кладбища. Его собрание рассеялось; значительная часть его собрания хранится ныне в Институте русской литературы (Пушкинский дом), некоторые документы в государственных архивах Москвы (особенно РГАЛИ) и частных собраниях, но многое остаётся невыявленным. Материалы альбомов Фидлера публиковались неоднократно начиная с 1960-х годов, его дневник, давно известный литературоведам, издан по-немецки (1996) и в русском переводе (2008) К. М. Азадовским; в немецком издании сокращены сведения о малоизвестных русских литераторах, в русском — наоборот.

## Издания
- Ф. Ф. Фидлер. Первые литературные шаги: автобиографии современных русских писателей. — М., 1911 г.
- Friedrich Fiedler. Aus der Literatenwelt. Charakterzüge und Urteile. Tagebuch / Hrsgb. von Konstantin Asadowski. — Göttingen, 1996 (рецензии: G. Cheron, Н. А. Богомолов, M. Reizmann).
- Ф. Ф. Фидлер. Из мира литераторов: Характеры и суждения. — М.: НЛО, 2008 (перевод, указатель и примечания К. М. Азадовского).